# کورینا شرودر
کورینا شرودر (انگلیسی: Corina Schröder؛ زادهٔ ۱۵ اوت ۱۹۸۶) بازیکن فوتبال اهل آلمان است.
از باشگاه‌هایی که در آن بازی کرده‌است می‌توان به باشگاه فوتبال لیورپول، باشگاه فوتبال اف‌سی‌آر ۲۰۰۱ دویسبورگ، باشگاه فوتبال زنان لیورپول، و باشگاه فوتبال ۱.اف‌اف‌سی توربین پوتسدام اشاره کرد.
وی همچنین در تیم‌های ملی فوتبال Germany women's national under-20 football team و Germany women's national under-23 football team بازی کرده‌است.